# Gel

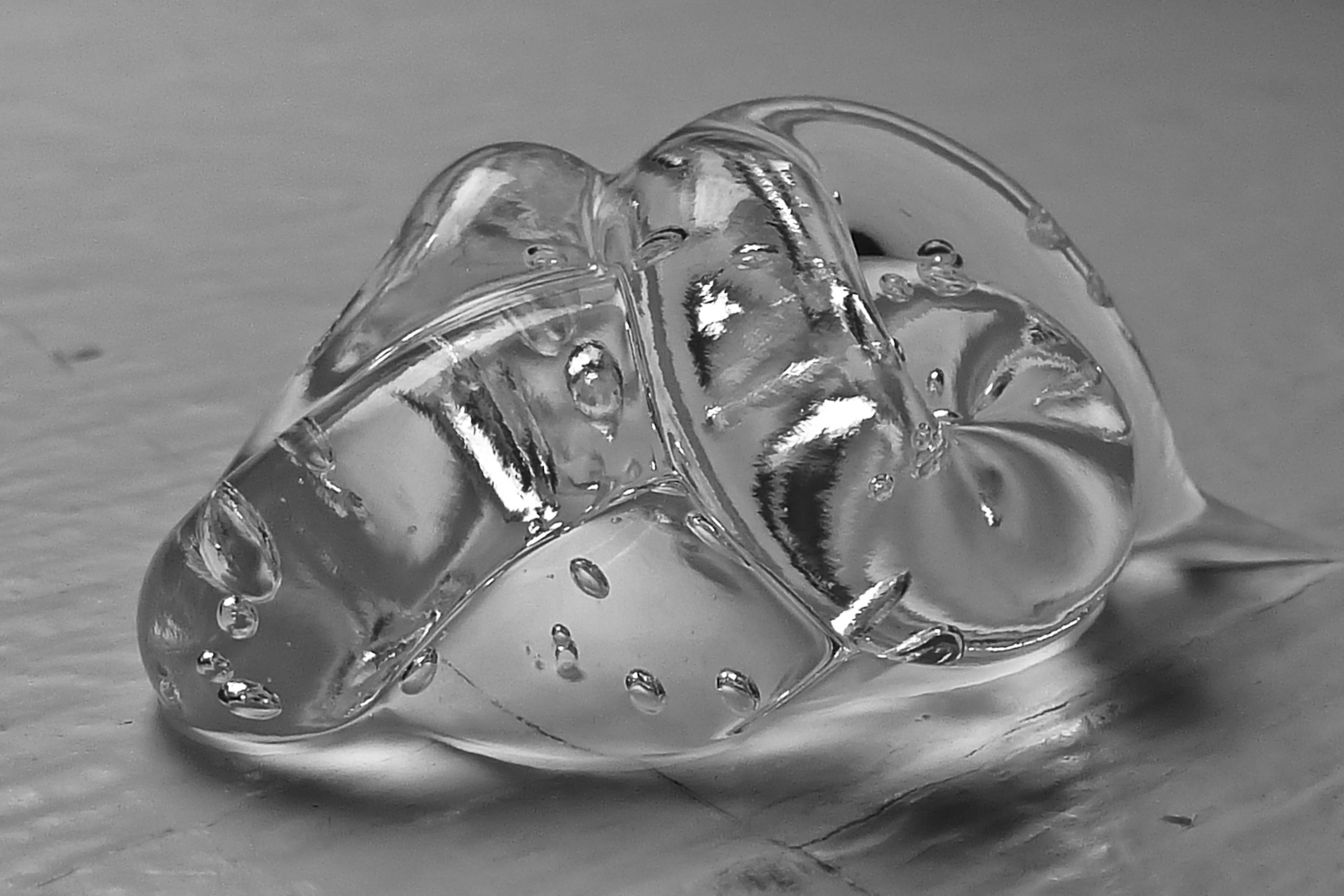
Una piccola dose di gel per capelli

Il gel è un materiale colloidale bifasico elastico, costituito da un liquido disperso e inglobato nella fase solida. Il liquido rimane nella struttura costituita dal solido, che a sua volta sfrutta la tensione superficiale del liquido per non collassare.
I gel possono avere origine organica (proteine, polimeri) o inorganica (argilla, silice).

## Preparazione del gel
Un sol-gel rappresenta una sospensione colloidale in grado di solidificare formando un gel.
I gel si preparano per raffreddamento di una soluzione colloidale o per rapida reazione ad alta concentrazione di reagenti in fase liquida.

## Esempi di gel
Gel più o meno ricchi di acqua sono i saponi, le diverse gelatine, la gomma naturale, i fogli di cellophane, minerali come l'opale e anche il formaggio.

## Lavorazione
Il contenuto liquido nel gel può separarsi per essiccazione, ottenendo un aerogel (se in seguito all'eliminazione del liquido, svolta in condizioni supercritiche, si mantiene la geometria iniziale) o xerogel (se il materiale ottenuto è più compatto rispetto a quello iniziale).